# New Divide
New Divide ist ein Song der US-amerikanischen Metal- und Rockband Linkin Park. Der Song wurde als Single veröffentlicht. Er wurde für Michael Bays Film Transformers – Die Rache aufgenommen. Das Lied wurde am 18. Mai 2009 veröffentlicht. Die Band Linkin Park schrieb es gemeinsam; der Produzent war Mike Shinoda.

## Hintergrund
Der Song What I’ve Done war im ersten Transformers-Soundtrack enthalten wie auch im Trailer zum Film. Mike Shinoda erwähnte den Song New Divide am 28. März 2009 und sagte: „Wir arbeiteten in den letzten Wochen an einem neuen Song, was eine Menge Spaß gemacht hat.“ Die rhythmische Grundlage des Songs besteht aus übereinandergelegten Synthesizer-Spuren und dem harten Schlagzeugspiel von Schlagzeuger Rob Bourdon. Am 24. April 2009 gab Shinoda bekannt, dass die Band mit dem Filmmusik-Komponisten Hans Zimmer zusammenarbeitete, um verschiedene Versionen des Stücks in den Film zu integrieren.
Obwohl das Lied auf keinem Album der Band zu finden ist, ist das Lied auf mehreren Singles erschienen, darunter auch auf Iridescent, die als Soundtrack für den dritten Transformers-Film diente.

## Musikvideo
Am 14. Mai 2009 sagte Shinoda, dass die Band derzeit an einem Musikvideo für das Lied arbeite. Das Musikvideo wurde in den Paramount Studios gedreht.
Das Musikvideo zum Song erreichte seit der Veröffentlichung 430 Millionen Aufrufe auf YouTube (Stand: Mai 2020). Am 24. September 2011 überschritt es als erstes Musikvideo zu einem Rock-Song die 100 Millionen Marke.

## Kommerzieller Erfolg

### Chartplatzierungen
| ChartsChartplatzierungen       | Höchstplatzierung | Wochen |
| ------------------------------ | ----------------- | ------ |
| Deutschland (GfK)              | 4 (33 Wo.)        | 33     |
| Österreich (Ö3)                | 2 (35 Wo.)        | 35     |
| Schweiz (IFPI)                 | 7 (30 Wo.)        | 30     |
| Vereinigte Staaten (Billboard) | 6 (20 Wo.)        | 20     |
| Vereinigtes Königreich (OCC)   | 19 (14 Wo.)       | 14     |

| ChartsJahrescharts (2009)      | Platzierung |
| ------------------------------ | ----------- |
| Deutschland (GfK)              | 33          |
| Österreich (Ö3)                | 17          |
| Schweiz (IFPI)                 | 33          |
| Vereinigte Staaten (Billboard) | 61          |

### Auszeichnungen für Musikverkäufe
| Land/Region                  | Auszeichnungen für Musikverkäufe (Land/Region, Auszeichnung, Verkäufe) | Verkäufe  |
| ---------------------------- | ---------------------------------------------------------------------- | --------- |
| Australien (ARIA)            | Platin                                                                 | 70.000    |
| Deutschland (BVMI)           | 3× Gold                                                                | 450.000   |
| Finnland (IFPI)              | —                                                                      | 3.297     |
| Italien (FIMI)               | Gold                                                                   | 35.000    |
| Japan (RIAJ)                 | Platin                                                                 | 250.000   |
| Neuseeland (RMNZ)            | Platin                                                                 | 15.000    |
| Südkorea (KMCA)              | —                                                                      | 67.492    |
| Vereinigte Staaten (RIAA)    | 3× Platin                                                              | 3.000.000 |
| Vereinigtes Königreich (BPI) | Platin                                                                 | 600.000   |
| Insgesamt                    | 2× Gold · 8× Platin ·                                                  | 6.563.289 |

Hauptartikel: Linkin Park/Auszeichnungen für Musikverkäufe